# Protomeloe argentinensis
Protomeloe argentinensis là một loài bọ cánh cứng trong họ Meloidae. Loài này được Abdullah miêu tả khoa học năm 1965.